# Částice Ó můj bože

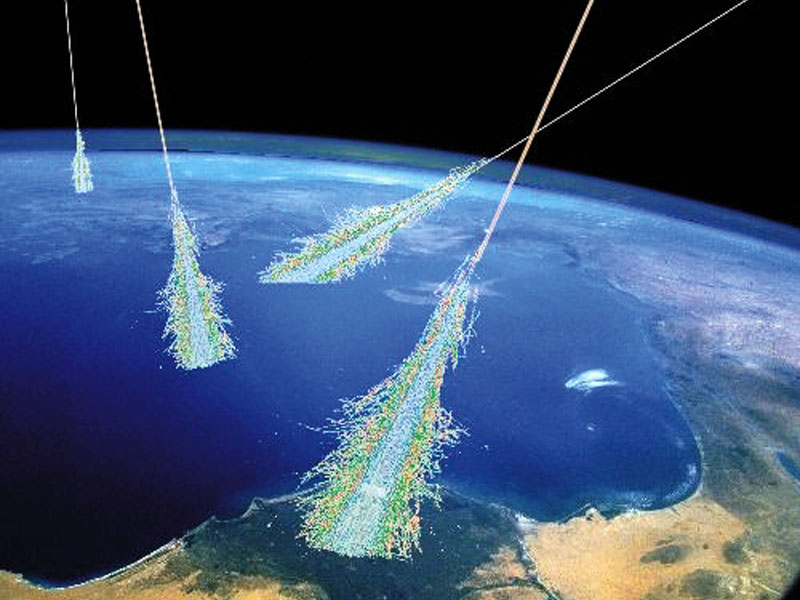
Částice Ó můj bože

Ó můj bože (v angličtině Oh-My-God particle) je částice, která byla pozorována večer 15. října 1991 nad Salt Lake City v Utahu. Měla ultra-vysokou energii zhruba 3,2×1020 eV, což odpovídá přibližně 50 J (makroskopická energie srovnatelná s kinetickou energií letícího baseballového míčku nebo s celkovou energií mikrobu). Částice se nejvíce podobala protonu pohybujícímu se téměř rychlostí světla (jestliže to byl proton, pak jeho energie musela být srovnatelná s 1×10−24 až 4,9×10−24 rychlosti světla – při pohybu touto rychlostí po dobu jednoho roku by částice zaostávala pouze o 46 nm za fotonem, který by vyrazil ve stejnou dobu) a její pozorování způsobilo šok astrofyzikům.

## Další měření a závěry
Od prvního pozorování na detektoru univerzity v Utahu bylo zaznamenáno minimálně patnáct podobných událostí, které tento fenomén potvrzují. Zdroj takto vysokoenergetických částic zůstává záhadou, především protože interakce s modrým posuvem kosmického mikrovlnného záření ohraničuje vzdálenost, kterou tyto částice mohou urazit, než ztratí svou energii (tzv. Greisen-Zatsepin-Kuzminův limit).
Kvůli své hmotnosti by tato částice měla být jen málo ovlivňována kosmickým elektromagnetickým a gravitačním polem a její trajektorie by měla být snadno vypočitatelná. Ve vypočítaném směru však nebylo nic nalezeno.
12. ledna 2005 na konferenci Americké astronomické společnosti představil fyzik Glennys Farrar závěr, že pět podobných vysokoenergetických kosmických paprsků, jež všechny byly detekovány v letech 1993 až 2003, vystopoval až k páru kolidujících galaxií vzdálených 450 milionů světelných let od Země. Farrar spekuluje, že silná elektromagnetická pole mohla být při kolizi narušena, a urychlila tak nabité částice na extrémní energie, jež nakonec astronomové pozorovali.
Druhá nejhmotnější částice (nazvaná Amaterasu) byla detekována roku 2021 a přišla z kosmické prázdnoty.
Sloučení neutronových hvězd může produkovat částice nad 100 EeV.